# Carl Otto Coith
Carl Otto Coith, modernisiert Karl Otto Coith, (* 31. März 1823 in Chemnitz; † 6. Juli 1908 in Dresden) war ein deutscher Jurist. Er war Geheimer Rat, Appellationsgerichts-Vizepräsident und Oberlandesgerichtsrat sowie Stifter des Coith'schen Stipendiums.

## Leben
Nach dem Besuch der Fürstenschule Grimma studierte Carl Otto Coith an der Universität Leipzig Rechtswissenschaften. Er erlangte einige Jahre nach Studienende die Aufnahme in den Staatsdienst im Königreich Sachsen und wurde, nachdem er die Stellung eines Gerichtsrates bei den Bezirksgerichten zu Augustusburg, Rochlitz und Annaberg bekleidet hatte, zuerst Hilfsarbeiter, dann Appellationsrat beim Königlichen Appellationsgericht in Zwickau. Im Jahre 1873 wurde er durch den König von Sachsen zum Vizepräsidenten dieses Gerichts ernannt. Später erfolgte seine Ernennung zum Geheimen Rat.
In seinem Testament aus dem Jahre 1900 hatte er den sächsischen Staat als seinen Universalerben eingesetzt und ein Stipendium für Schüler der Landesschule Grimma ausgesetzt.

## Schriften (Auswahl)
- Ueber §. 5 des Executionsgesetzes vom 28. Febr. 1838. In: Allgemeine Gerichtszeitung für das Königreich Sachsen und Großherzogl. u. Herzogl. Sächs. Länder, Jahrg. 1858, S. 435–457.
- Beitrag zur Lehre von den Präjudicien u. der communicatorischen Ladung nach K. Sächs. Rechte. In: Allgemeine Gerichtszeitung für das Königreich Sachsen und Großherzogl. u. Herzogl. Sächs. Länder, Jahrg. 1859, S. 337–378; Jahrg. 1860, S. 450–470.
- Ueber die Rechtsmittel, welche dem Bestohlenen nach dem Civilrechte gegen den Partirer zustehen. In: Allgemeine Gerichtszeitung für das Königreich Sachsen und Großherzogl. u. Herzogl. Sächs. Länder, Jahrg. 1861, S. 285–303.
- Bemerkungen zu §. 1 des Gesetzes vom 30. Juni 1868. In: Allgemeine Gerichtszeitung für das Königreich Sachsen und Großherzogl. u. Herzogl. Sächs. Länder, Jahrg. 1868, S. 65–97 und Jahrg. 1869, S. 321–352.
- Ueber das gesetzliche Pfandrecht, bezügl. Zurückhaltungsrecht des Locators an den invectis illatis und an den fructibus innatis. In: Allgemeine Gerichtszeitung für das Königreich Sachsen und Großherzogl. u. Herzogl. Sächs. Länder, Jahrg. 1870, S. 129–197.
- Zu §. 6 des Anhangs zur Erläuterten Proceß-Ordnung, mit besonderer Bezugnahme auf den Darlehnsvertrag. In: Zeitschrift für Rechtspflege und Verwaltung von Tauchnitz, Neue Folge, XVIII. S. 97–115.